# Cristatogobius albius
Cristatogobius albius é uma espécie de peixe da família Gobiidae e da ordem Perciformes.

## Habitat
É um peixe marítimo, de clima tropical e demersal.

## Distribuição geográfica
É encontrado no Oceano Pacífico ocidental: China e Taiwan.

## Observações
É inofensivo para os humanos.